# Caours
« L'Heure » redirige ici. Pour l’article homophone, voir Leurre.
Pour l'heure, voir Heure.
Caours [ka.uʁ] est une commune française située dans le département de la Somme en région Hauts-de-France..
La commune fait partie des villages labellisés Pays d'art et d'histoire qui œuvrent à mettre en avant leur patrimoine,.

## Géographie

### Localisation
Caours est une commune picarde du Ponthieu.
Limitrophe d'Abbeville, la localité est située à 10 km au nord-ouest d'Ailly-le-Haut-Clocher et à 40 km au nord-ouest d'Amiens à vol d'oiseau.
Le territoire de la commune est limitrophe de ceux de cinq communes.
Les communes limitrophes sont  Abbeville, Drucat, Millencourt-en-Ponthieu, Neufmoulin et Vauchelles-les-Quesnoy.

### Hydrographie

#### Réseau hydrographique
La commune est située dans le bassin Artois-Picardie. Elle est drainée par le Scardon, le Drucat, la rivière l'Ermitage et un autre petit cours d'eau.
Le Scardon, d'une longueur de 12 km, prend sa source dans la commune de Saint-Riquier et se jette  dans la Somme canalisée à Abbeville, après avoir traversé six communes. Les caractéristiques hydrologiques du Scardon sont données par la station hydrologique située sur la commune. Le débit moyen journalier maximum est de 30,7 m3/s, atteint lors de la crue du 30 novembre 2022. Le débit instantané maximal est quant à lui de 2,83 m3/s, atteint le 9 mai 2024.

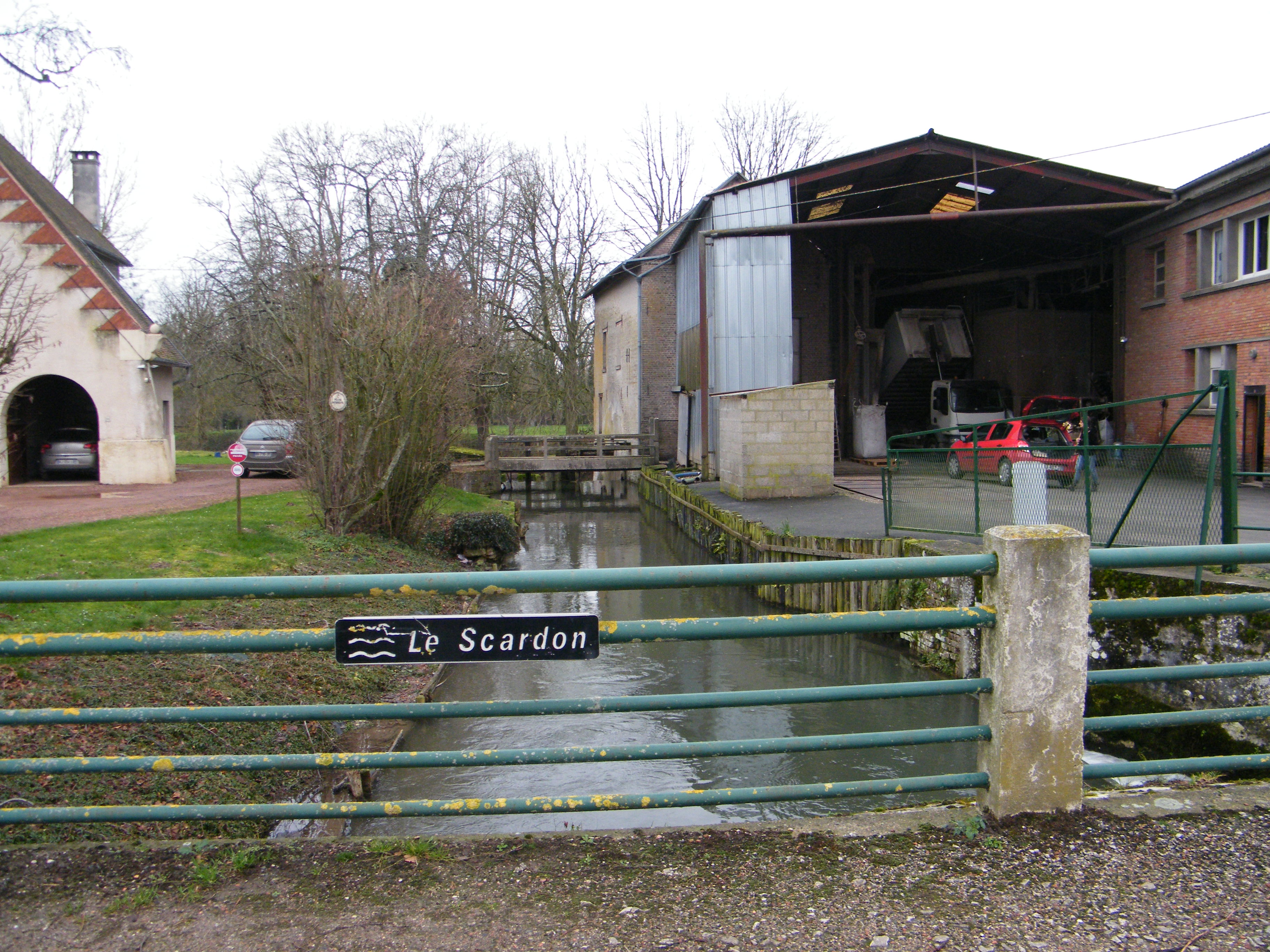
Le Scardon à Caours.
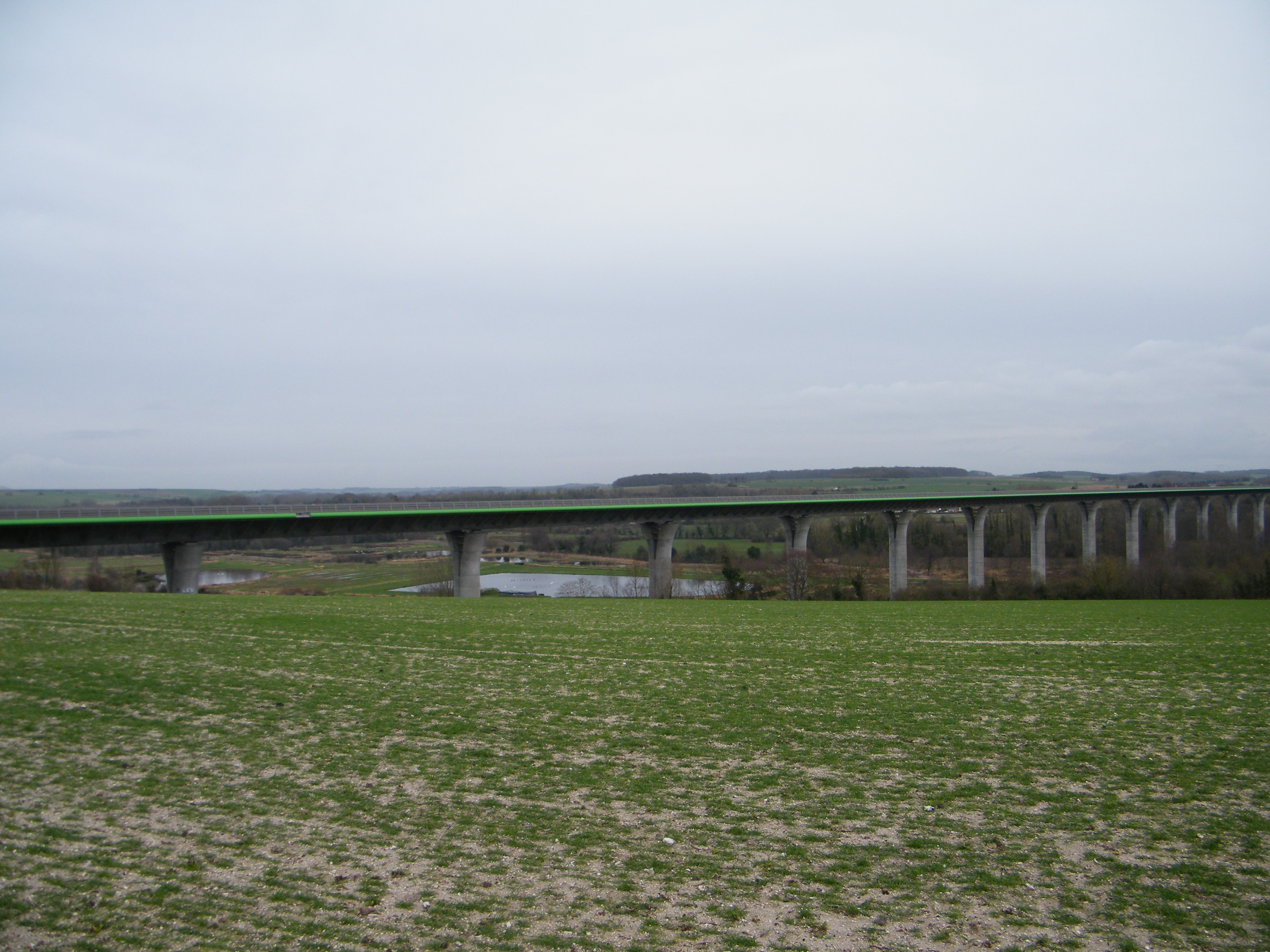
Paysage de la commune : le Viaduc du Scardon.
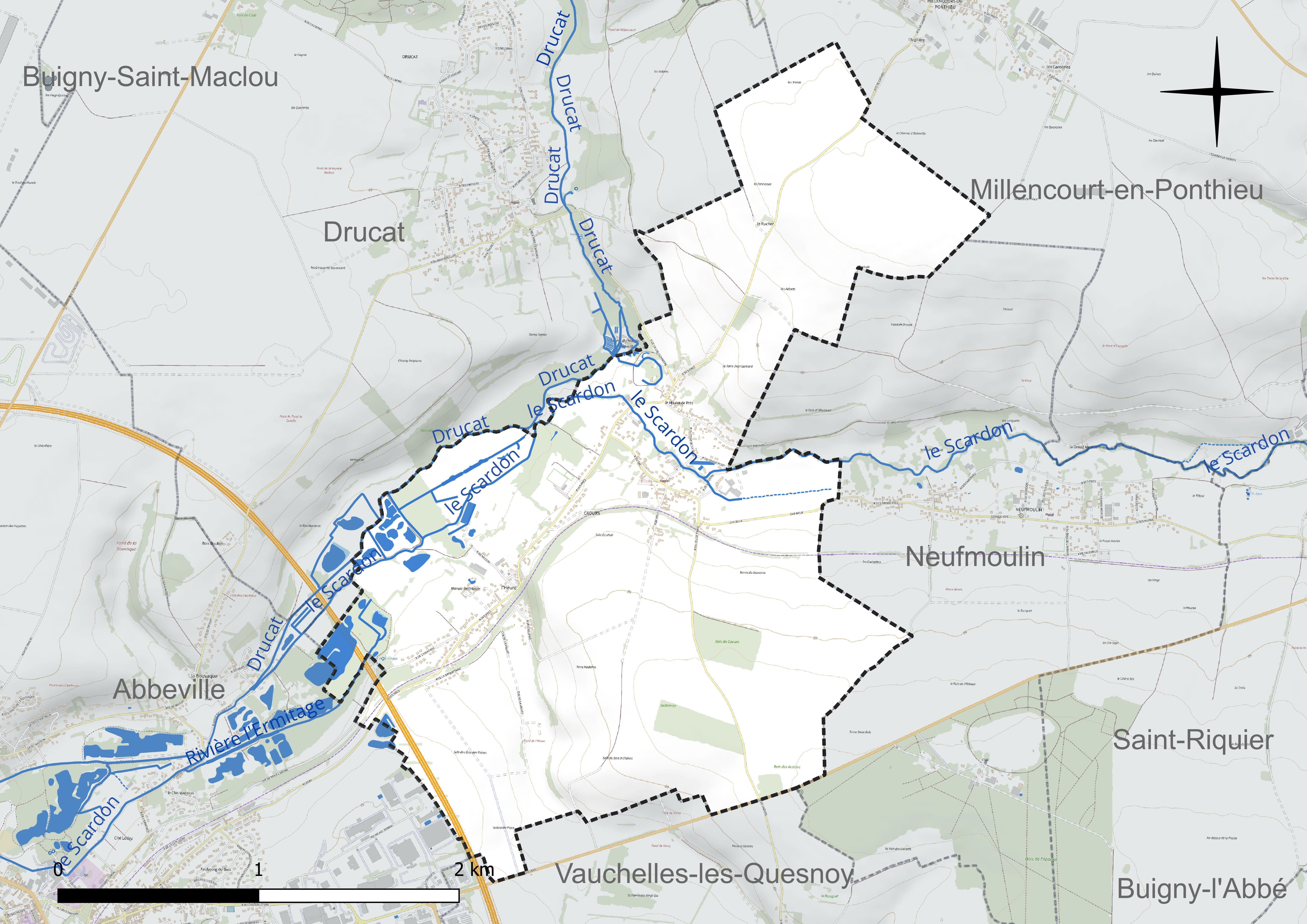
Réseau hydrographique de Caours.

#### Gestion et qualité des eaux
Le territoire communal est couvert par le schéma d'aménagement et de gestion des eaux (SAGE) « Somme aval et Cours d'eau côtiers ». Ce document de planification concerne un territoire de 1 835 km2 de superficie, délimité par le bassin versant de la Somme canalisée. Le périmètre a été arrêté le 29 avril 2010 et le SAGE proprement dit a été approuvé le 6 août 2019. La structure porteuse de l'élaboration et de la mise en œuvre est le syndicat mixte d'aménagement hydraulique du bassin versant de la Somme (AMEVA).
La qualité des cours d'eau peut être consultée sur un site dédié géré par les agences de l'eau et l'Agence française pour la biodiversité.

### Climat
Pour des articles plus généraux, voir Climat des Hauts-de-France et Climat de la Somme.
En 2010, le climat de la commune est de type climat océanique altéré, selon une étude du CNRS s'appuyant sur une série de données couvrant la période 1971-2000. En 2020, Météo-France publie une typologie des climats de la France métropolitaine dans laquelle la commune est exposée à un climat océanique et est dans la région climatique Côtes de la Manche orientale, caractérisée par un faible ensoleillement (1 550 h/an) ; forte humidité de l'air (plus de 20 h/jour avec humidité relative > 80 % en hiver), vents forts fréquents.
Pour la période 1971-2000, la température annuelle moyenne est de 10,5 °C, avec une amplitude thermique annuelle de 13,1 °C. Le cumul annuel moyen de précipitations est de 757 mm, avec 12,5 jours de précipitations en janvier et 8,6 jours en juillet. Pour la période 1991-2020, la température moyenne annuelle observée sur la station météorologique la plus proche, située sur la commune d'Abbeville à 4 km à vol d'oiseau, est de 11,0 °C et le cumul annuel moyen de précipitations est de 806,2 mm,. Pour l'avenir, les paramètres climatiques de la commune estimés pour 2050 selon différents scénarios d'émission de gaz à effet de serre sont consultables sur un site dédié publié par Météo-France en novembre 2022.
| Mois                                  | jan.             | fév.             | mars          | avril           | mai             | juin          | jui.           | août           | sep.           | oct.          | nov.            | déc.             | année      |
| ------------------------------------- | ---------------- | ---------------- | ------------- | --------------- | --------------- | ------------- | -------------- | -------------- | -------------- | ------------- | --------------- | ---------------- | ---------- |
| Température minimale moyenne (°C)     | 2,2              | 2,3              | 4             | 5,5             | 8,7             | 11,4          | 13,4           | 13,7           | 11,3           | 8,7           | 5,3             | 2,8              | 7,4        |
| Température moyenne (°C)              | 4,6              | 5                | 7,4           | 9,9             | 13              | 15,7          | 17,9           | 18,1           | 15,4           | 12            | 7,9             | 5,1              | 11         |
| Température maximale moyenne (°C)     | 7                | 7,7              | 10,9          | 14,3            | 17,3            | 20,1          | 22,4           | 22,6           | 19,6           | 15,3          | 10,5            | 7,4              | 14,6       |
| Record de froid (°C) date du record   | −17,4 17.01.1985 | −15,2 13.02.1929 | −9,8 04.03.05 | −3,6 11.04.03   | −1,6 02.05.1960 | 0 14.06.1933  | 1,3 29.07.1933 | 4,9 28.08.1979 | 1,3 23.09.1979 | −5 28.10.1931 | −8,2 23.11.1956 | −14,6 20.12.1938 | −17,4 1985 |
| Record de chaleur (°C) date du record | 17,2 10.01.1936  | 19,9 17.02.1950  | 25,2 31.03.21 | 29,3 16.04.1949 | 32,4 25.05.1953 | 35,2 18.06.22 | 41,3 25.07.19  | 37,3 10.08.03  | 33,1 10.09.23  | 27,8 01.10.11 | 21,8 03.11.1927 | 16,3 30.12.22    | 41,3 2019  |
| Précipitations (mm)                   | 64,1             | 53,4             | 52,8          | 50              | 60,4            | 63,3          | 62,1           | 80,6           | 66,6           | 77            | 84,2            | 91,7             | 806,2      |

## Urbanisme
Le territoire de la commune est raversé par l'Autoroute A16 et son viaduc du Scardon, et est tangenté au sud par l'ex-route nationale 25 (actuelle RD 925), qui lui donne un accès aisé à l'autoroute.

### Typologie
Au 1er janvier 2024, Caours est catégorisée commune rurale à habitat dispersé, selon la nouvelle grille communale de densité à sept niveaux définie par l'Insee en 2022.
Elle appartient à l'unité urbaine d'Abbeville, une agglomération intra-départementale regroupant cinq  communes, dont elle est une commune de la banlieue,,. Par ailleurs la commune fait partie de l'aire d'attraction d'Abbeville, dont elle est une commune de la couronne,. Cette aire, qui regroupe 73 communes, est catégorisée dans les aires de 50 000 à moins de 200 000 habitants,.

### Occupation des sols
L'occupation des sols de la commune, telle qu'elle ressort de la base de données européenne d'occupation biophysique des sols Corine Land Cover (CLC), est marquée par l'importance des territoires agricoles (93,3 % en 2018), une proportion sensiblement équivalente à celle de 1990 (93,4 %). La répartition détaillée en 2018 est la suivante : 
terres arables (70,2 %), prairies (16,5 %), zones agricoles hétérogènes (6,6 %), zones urbanisées (4,7 %), zones humides intérieures (1,9 %), zones industrielles ou commerciales et réseaux de communication (0,1 %). L'évolution de l'occupation des sols de la commune et de ses infrastructures peut être observée sur les différentes représentations cartographiques du territoire : la carte de Cassini (XVIIIe siècle), la carte d'état-major (1820-1866) et les cartes ou photos aériennes de l'IGN pour la période actuelle (1950 à aujourd'hui).
Depuis le 13 février 2020, la commune fait partie du parc naturel régional Baie de Somme - Picardie maritime.

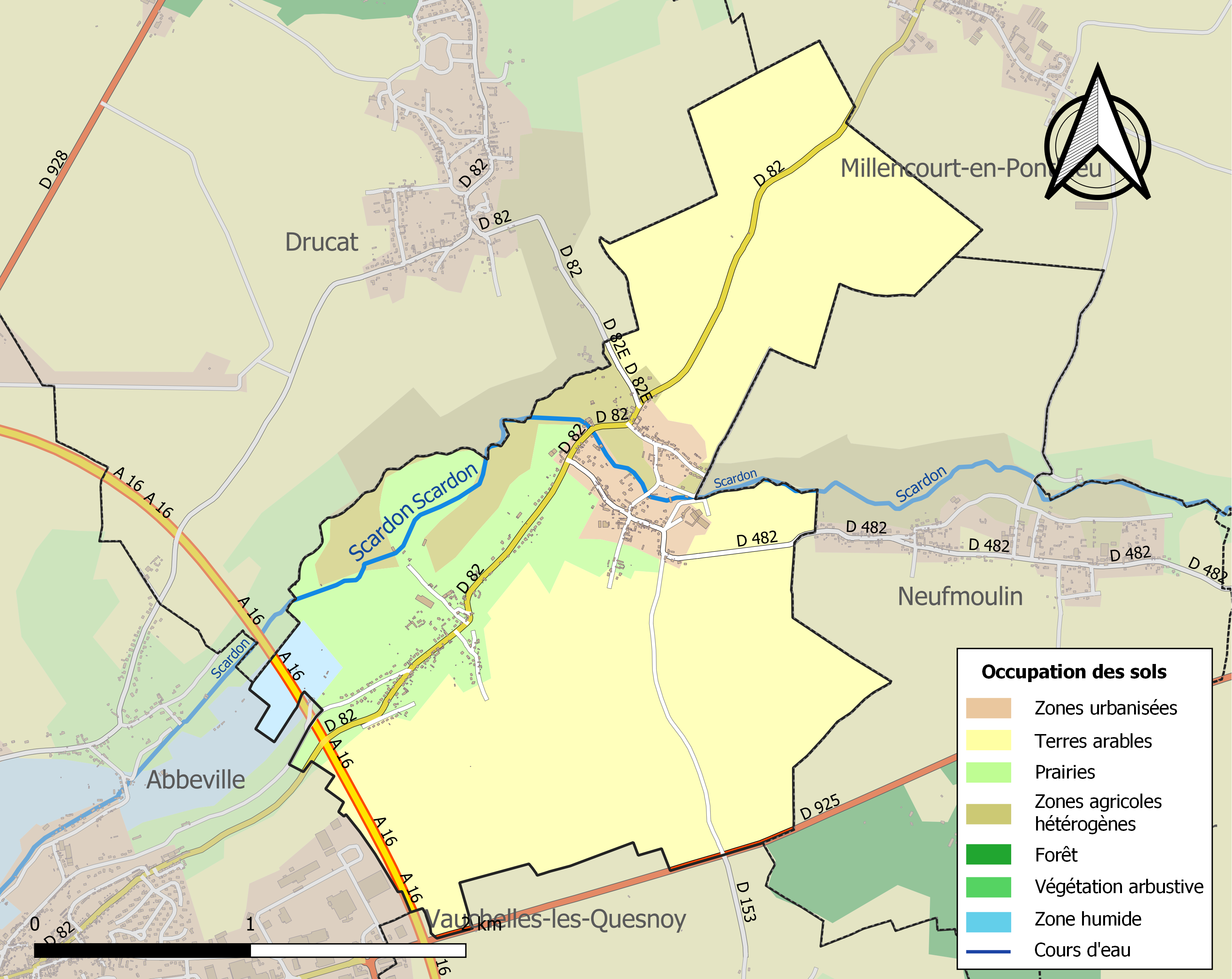
Carte des infrastructures et de l'occupation des sols de la commune en 2018 (CLC).

### Hameaux, lieux-dits et écarts
La commune est formée du chef-lieu, Caours et de ses annexes l'Heure et l'Argillière qui ne comprend qu'une seule maison.

## Toponymie
- Caours :
  - 636, Cortaneum puis Curtidus, Curticulus, Curtes[21].
  - 855, 856, Cathortum[22].
  - Dès 1222, on trouve Caours[23].

Caours ou Caux signifierait un lieu de pâturage, une métairie avec son enceinte.
- L'Heure :
  - En 1134, Loarac ou Lorac[24].

D'après Dusuel, le nom de ce lieu découlerait du latin ora, bordure, limite, confins. Étymologie d'autant plus crédible que la chapelle de L'Heure se trouvait à la limite du grand bois de Vauchelles.

## Histoire

### Préhistoire
Les tufs d'origine fluviatile de Caours, connus des archéologues depuis la seconde moitié du XXe siècle, témoignent d'une époque où le climat était tempéré : l'Éémien, le dernier interglaciaire, connu anciennement sous le nom d'interglaciaire Riss-Würm, calé entre -130 000 et -115 000 environ. On y avait noté la présence de restes de grands mammifères d'âge paléolithique, notamment des bois de cervidés.
Une fouille programmée pluriannuellement, entreprise conjointement par l'INRAP et le CNRS en 2005, a livré des résultats particulièrement intéressants en ce qui concerne l'homme de Neandertal,.
Cinq niveaux d'occupations humaines d'un âge moyen de 122 000 ans ont été mis en évidence. Ils correspondent à une fréquentation des lieux sur quelques centaines d'années sous la forme de courts séjours de plusieurs jours à quelques semaines. Ces haltes de chasse proches d'une ancienne rivière sont illustrées par les fossiles d'aurochs, de cerf, de daim, de rhinocéros de prairie, de sanglier et d'éléphant antique qui présentent des stigmates de boucherie montrant que le gibier avait été débité sur place ainsi que par l'outillage lithique mis au jour. La découverte d'un bois de jeune cervidé de six mois permet de situer l'installation du camp à l'automne.
L'intérêt de la découverte de Caours réside dans le fait qu'on ne connaît que de très rares sites en Europe de l'Ouest témoignant de la présence de l'homme de Neandertal pendant cette phase tempérée de l'Éémien. Le site démontre que ce dernier n'était pas exclusivement adapté à un climat froid et à un paysage ouvert de steppes comme certains préhistoriens le soutiennent. L'environnement du site était marqué surtout par une extension importante de la forêt, à peu près 80 % du milieu naturel, composé par ailleurs de prairies, avec un climat à peu près comparable au nôtre.
La théorie qui expliquait la disparition de l'homme de Neandertal par son incapacité à s'adapter à un changement climatique est du coup mise à mal par l'apport du site de Caours dont les fouilles vont se poursuivre.

### Antiquité
En 1961, un sarcophage gallo-romain est mis au jour dans la pâture de Gilles Pelletier.
Le cimetière mérovingien de Caours a été fouillé. Il a conduit à la découverte d'un mobilier conséquent.

### Temps modernes
- Seconde République : En 1849, comme dans toutes les communes de France, la population masculine majeure peut, pour la première fois depuis la Révolution française, aller voter grâce à l'instauration du suffrage universel. Voici la répartition (en nombre) de quelques-uns des patronymes des 87 électeurs (saisie non exhaustive)[29]

| Brocquevielle | Carpentier | Démarest | Flandrin | Gamard | Leroy | Pénet | Rançon | Toulet | Toullier |
| 2             | 3          | 2        | 2        | 5      | 8     | 3     | 3      | 3      | 4        |

Le droit de vote des femmes n'a été reconnu en France qu'en 1945, et l'âge de la majorité civile a été abaissé à 18 ans en 1974.
Caours a été  desservi par l'ancienne ligne de chemin de fer Abbeville – Auxi-le-Château.

### Première Guerre mondiale
Au cours de la Première Guerre mondiale, des raids de l'armée allemande ont été menés sur la commune. Des troupes de nombreux pays : Anglais, Indiens, Canadiens, Australiens, Portugais et Américains ont stationné sur le territoire communal. Les noms de sept soldats du village figurent sur le monument aux morts élevé en leur mémoire.

### Seconde Guerre mondiale
Le petit et le grand châteaux sont habités par l'occupant allemand. Des essais de transmission sont effectués dans le premier tandis qu'un Messerschmidt s'écrase dans le parc du deuxième en juin 1943.

## Politique et administration

### Rattachements administratifs et électoraux
Rattachements administratifs
La commune se trouve depuis 1926 dans l'arrondissement de Dieppe du département de la Seine-Maritime.
Elle faisait partie depuis 1801 du canton d'Abbeville-Nord. Dans le cadre du redécoupage cantonal de 2014 en France, cette circonscription administrative territoriale a disparu, et le canton n'est plus qu'une circonscription électorale.
Rattachements électoraux
Pour les élections départementales, la commune fait partie depuis 2014 du canton d'Abbeville-1
Pour l'élection des députés, elle fait partie de la première circonscription de la Somme.

### Intercommunalité
Caours était membre de la communauté de communes de l'Abbevillois, un établissement public de coopération intercommunale (EPCI) à fiscalité propre créé en 1994 et auquel la commune avait transféré un certain nombre de ses compétences, dans les conditions déterminées par le code général des collectivités territoriales.
Dans le cadre des dispositions de la loi portant nouvelle organisation territoriale de la République (Loi NOTRe), promulguée le 7 août 2015 qui prévoit que les établissements publics de coopération intercommunale (EPCI) à fiscalité propre doivent avoir un minimum de 15 000 habitants, cette intercommunalité a fusionné avec ses voisines pour former, le 1er janvier 2017, la Communauté d'agglomération de la Baie de Somme dont Caours est désormais membre.

## Population et société

### Démographie
L'évolution du nombre d'habitants est connue à travers les recensements de la population effectués dans la commune depuis 1793. Pour les communes de moins de 10 000 habitants, une enquête de recensement portant sur toute la population est réalisée tous les cinq ans, les populations de référence des années intermédiaires étant quant à elles estimées par interpolation ou extrapolation. Pour la commune, le premier recensement exhaustif entrant dans le cadre du nouveau dispositif a été réalisé en 2007.

En 2022, la commune comptait 565 habitants, en évolution de −6,3 % par rapport à 2016 (Somme : −1,26 %, France hors Mayotte : +2,11 %).
| 1793 | 1800 | 1806 | 1821 | 1831 | 1836 | 1841 | 1846 | 1851 |
| ---- | ---- | ---- | ---- | ---- | ---- | ---- | ---- | ---- |
| 554  | 181  | 293  | 264  | 255  | 270  | 338  | 344  | 335  |

| 1856 | 1861 | 1866 | 1872 | 1876 | 1881 | 1886 | 1891 | 1896 |
| ---- | ---- | ---- | ---- | ---- | ---- | ---- | ---- | ---- |
| 317  | 339  | 359  | 356  | 351  | 352  | 335  | 341  | 302  |

| 1901 | 1906 | 1911 | 1921 | 1926 | 1931 | 1936 | 1946 | 1954 |
| ---- | ---- | ---- | ---- | ---- | ---- | ---- | ---- | ---- |
| 284  | 294  | 281  | 250  | 258  | 316  | 298  | 335  | 375  |

| 1962 | 1968 | 1975 | 1982 | 1990 | 1999 | 2006 | 2007 | 2012 |
| ---- | ---- | ---- | ---- | ---- | ---- | ---- | ---- | ---- |
| 358  | 388  | 508  | 567  | 599  | 592  | 597  | 598  | 610  |

| 2017 | 2022 | - | - | - | - | - | - | - |
| ---- | ---- | - | - | - | - | - | - | - |
| 603  | 565  | - | - | - | - | - | - | - |

### Enseignement

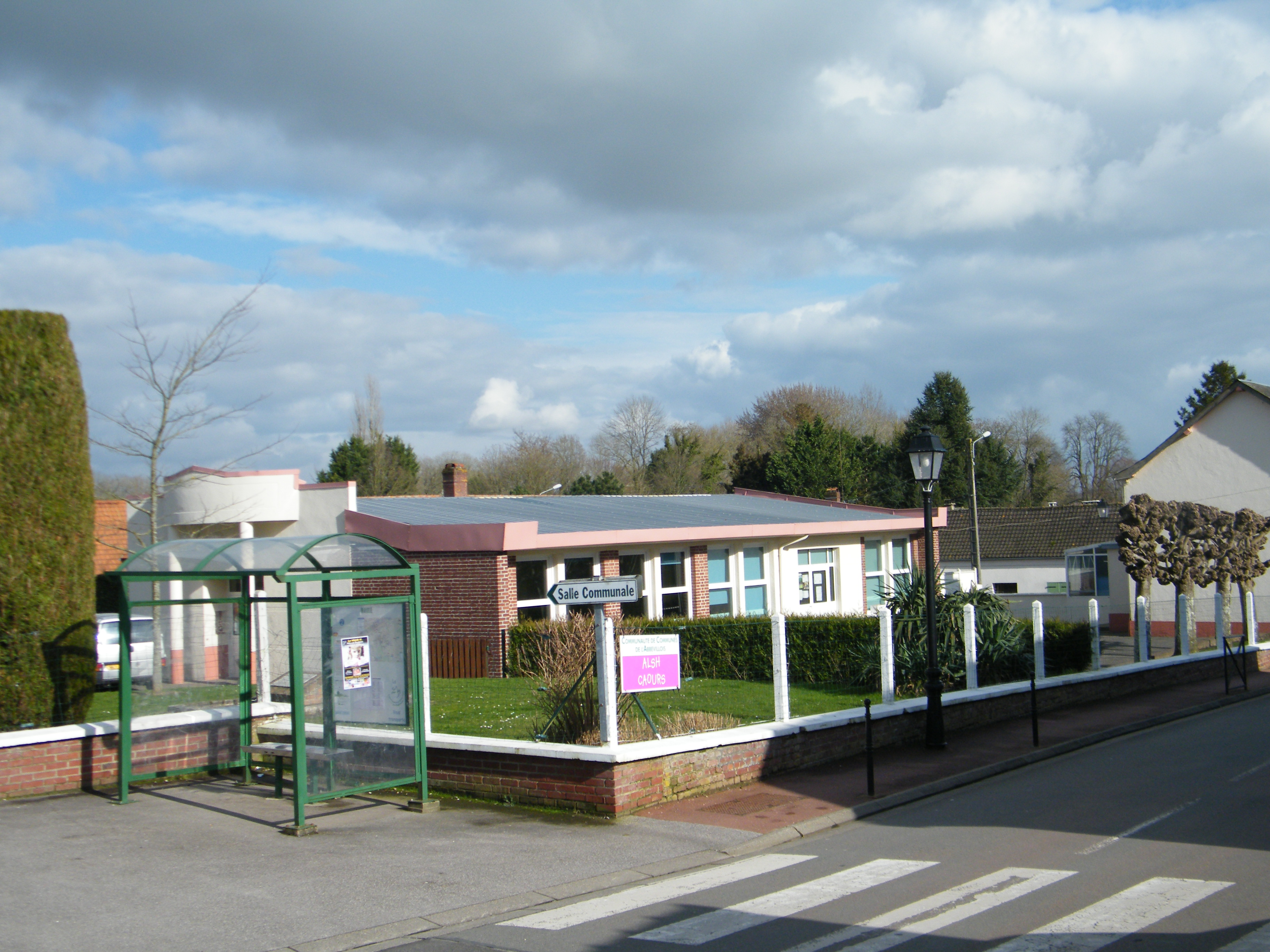
L'école, proche de la salle communale, accueil du centre de loisirs.

Relevant de l'académie d'Amiens, la commune gère un regroupement pédagogique intercommunal avec la commune voisine de Neufmoulin.
Le bâtiment de l'école de Caours a ouvert à la rentrée 2005.

### Autres équipements
La commune dispose d'une salle polyvalente construite en 1995 et rénovée en 2011

## Économie
L'ancien restaurant du village est transformé en 2020 en café solidaire / maison des alternatives afin de favoriser la transition citoyenne, sociale et écologique et de contribuer à tisser des liens,

## Culture locale et patrimoine

### Lieux et monuments
- Église Saint-Martin de Caours.
- Chapelle de l'Heure, ancienne église paroissiale, elle fut un lieu de pèlerinage très fréquenté (le mardi de Pâques) et reçut la visite de Louis XI. Avec son portail roman et son chœur du XVIIe siècle, elle contient notamment une Vierge à l'Enfant romane, vénérée par les pèlerins[42],[43].

- Viaduc du Scardon en béton précontraint de 1 022 m, construit en 1997, sur le Scardon, la Drucat et l'Hermitage. Il supporte l'autoroute A16[44].

- Manoir de l'Heure, du XVIe siècle[45].
- La Traverse du Ponthieu, voie verte de randonnée de 18 km, à pied, à cheval ou à vélo, d'Abbeville à Auxi-le-Château, passe dans la commune.

Le chef-lieu
Le monument aux morts.
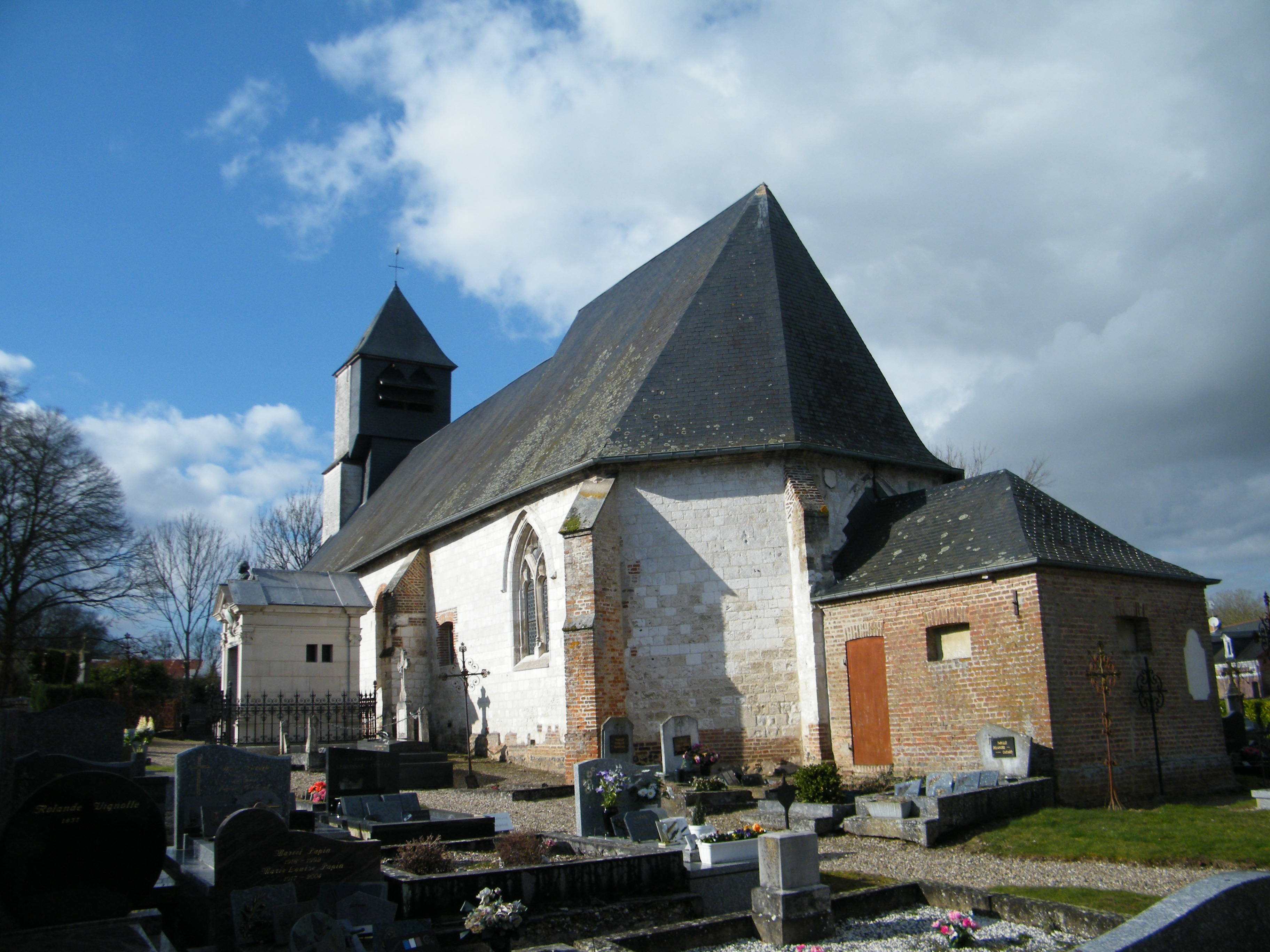
L'église Saint-Martin de Caours.
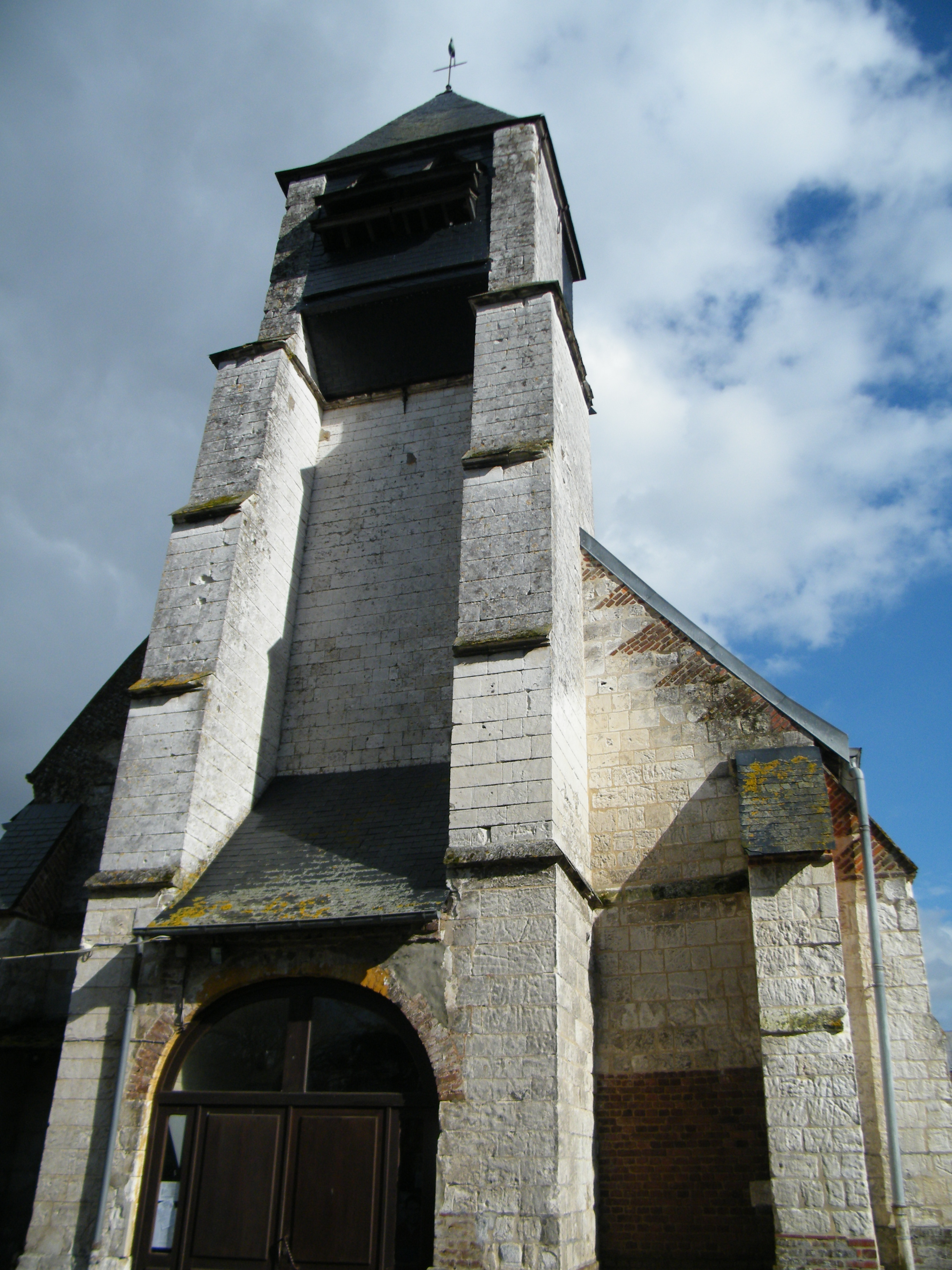
Le clocher de l'église.
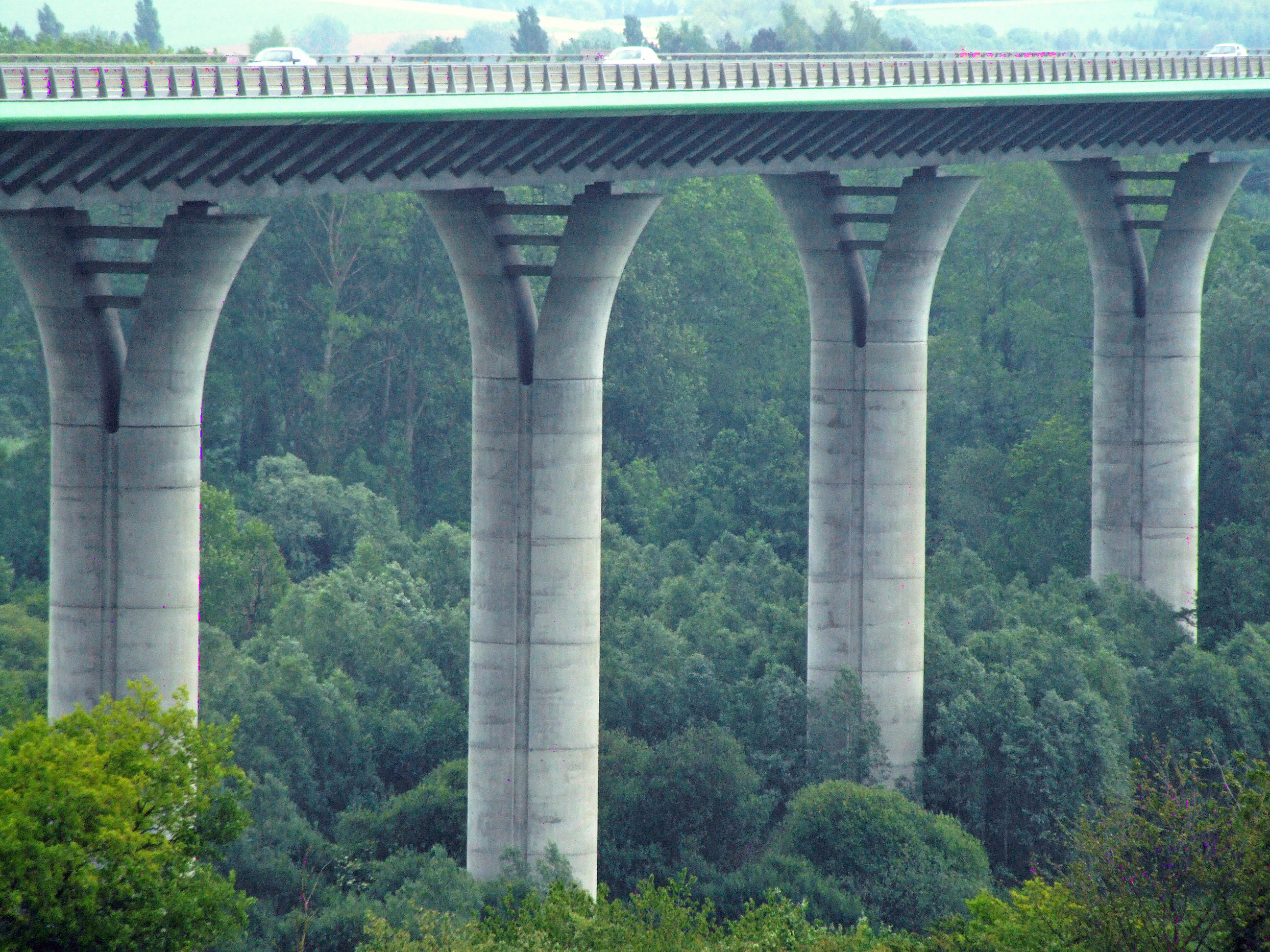
Le viaduc du Scardon
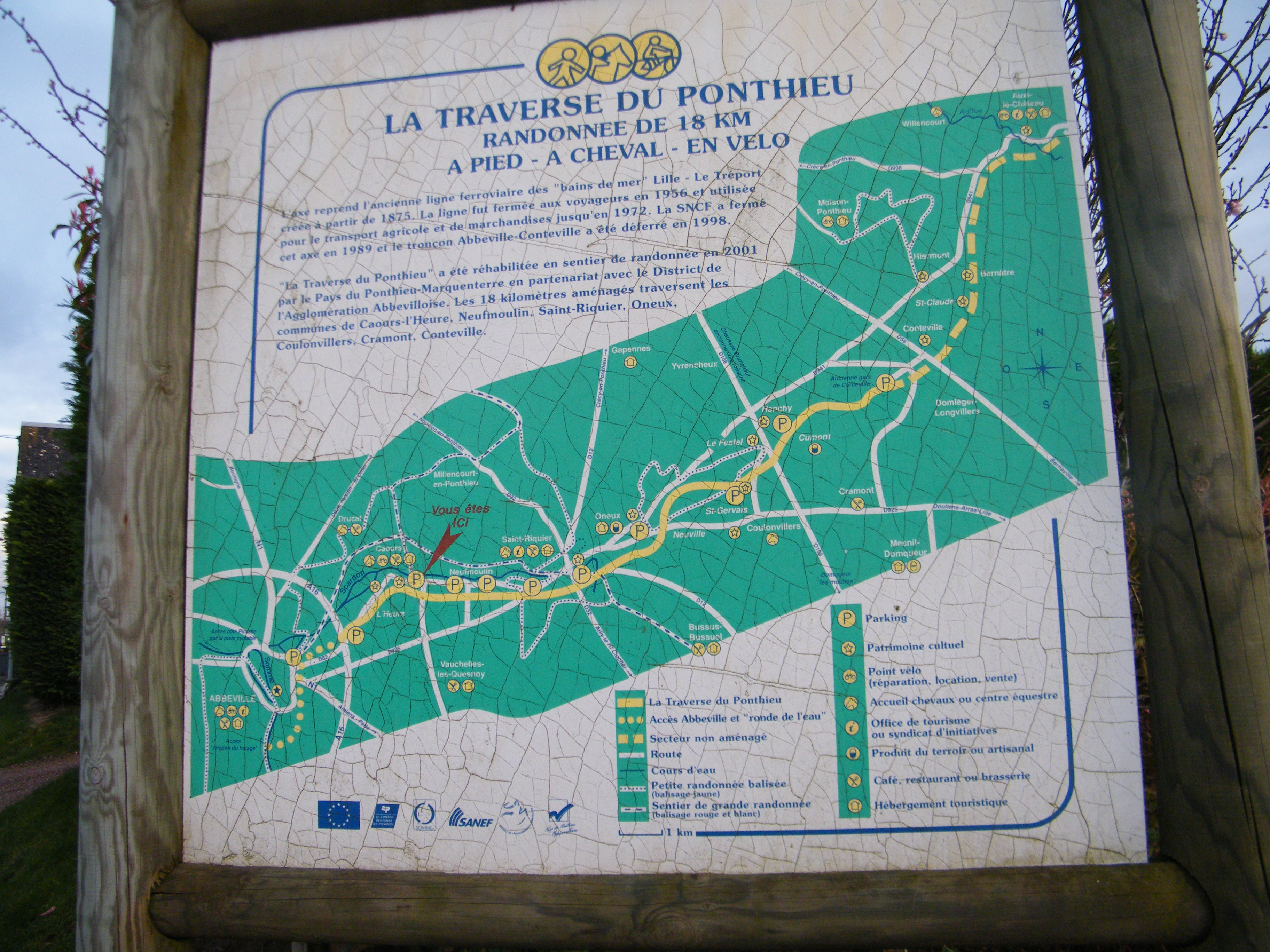
La Traverse du Ponthieu passe à Caours.
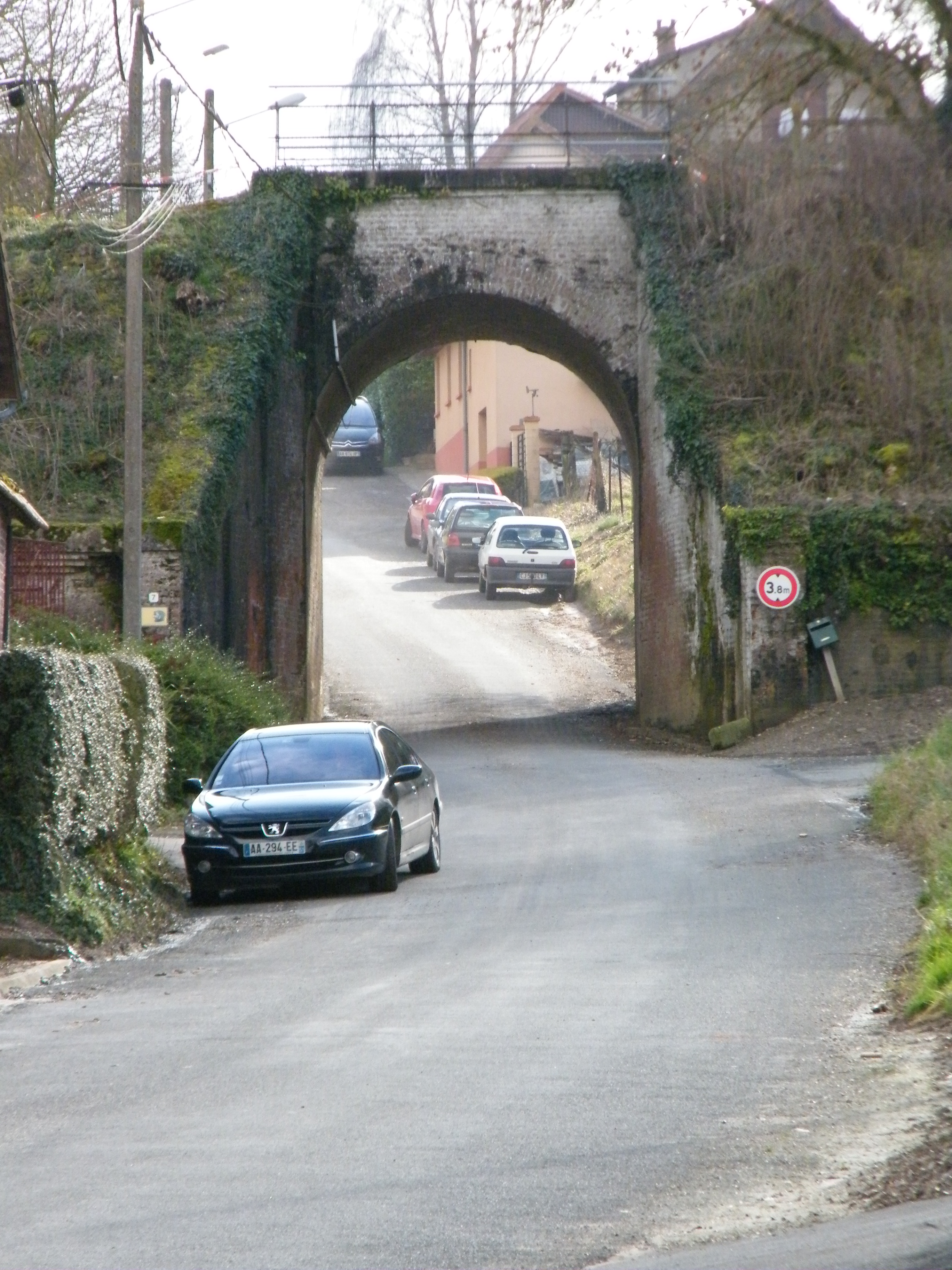
L'ancienne ligne de chemin de fer, transformée en lieu de randonnée, enjambe la route.

L'Heure
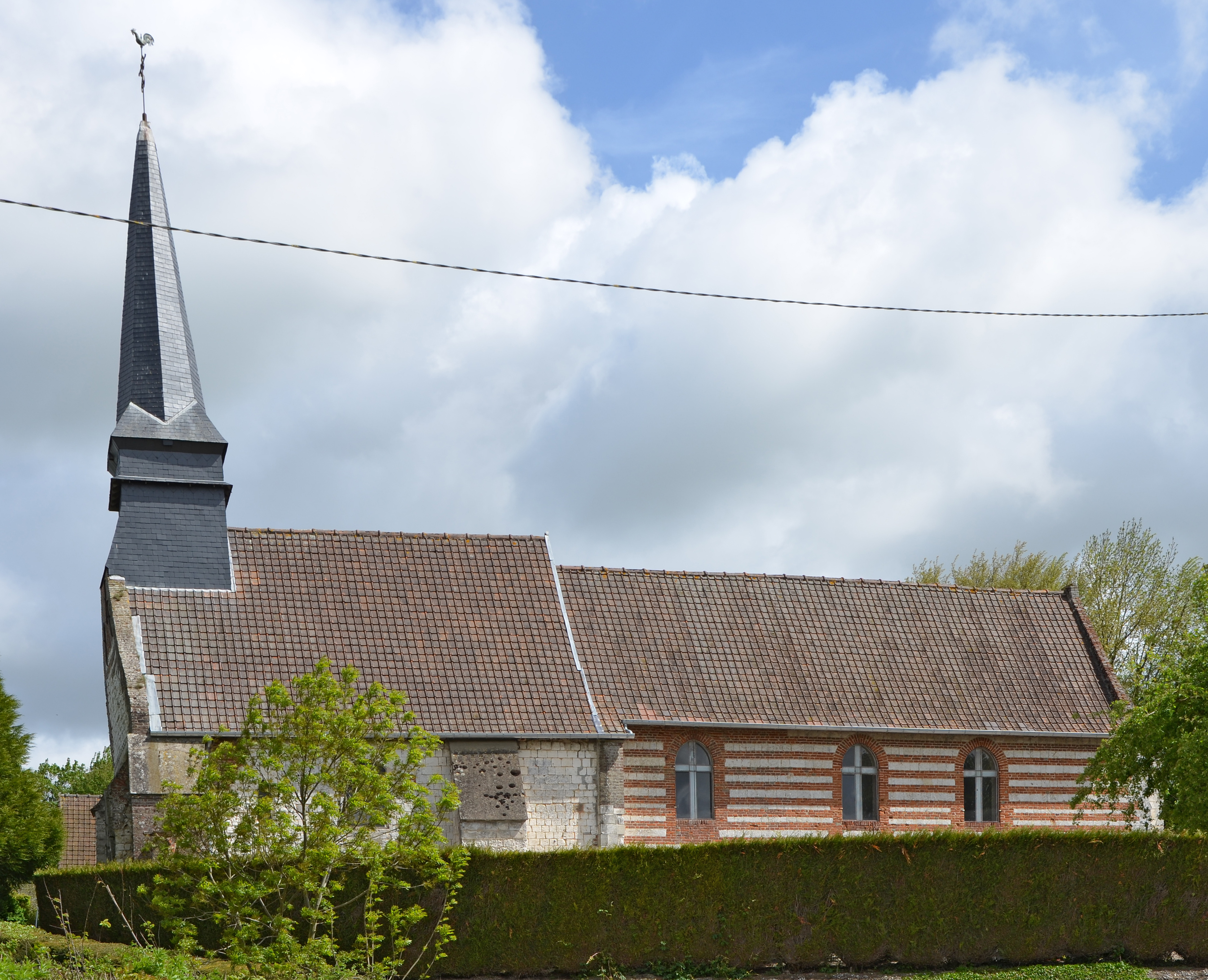
L'église de l'Heure.
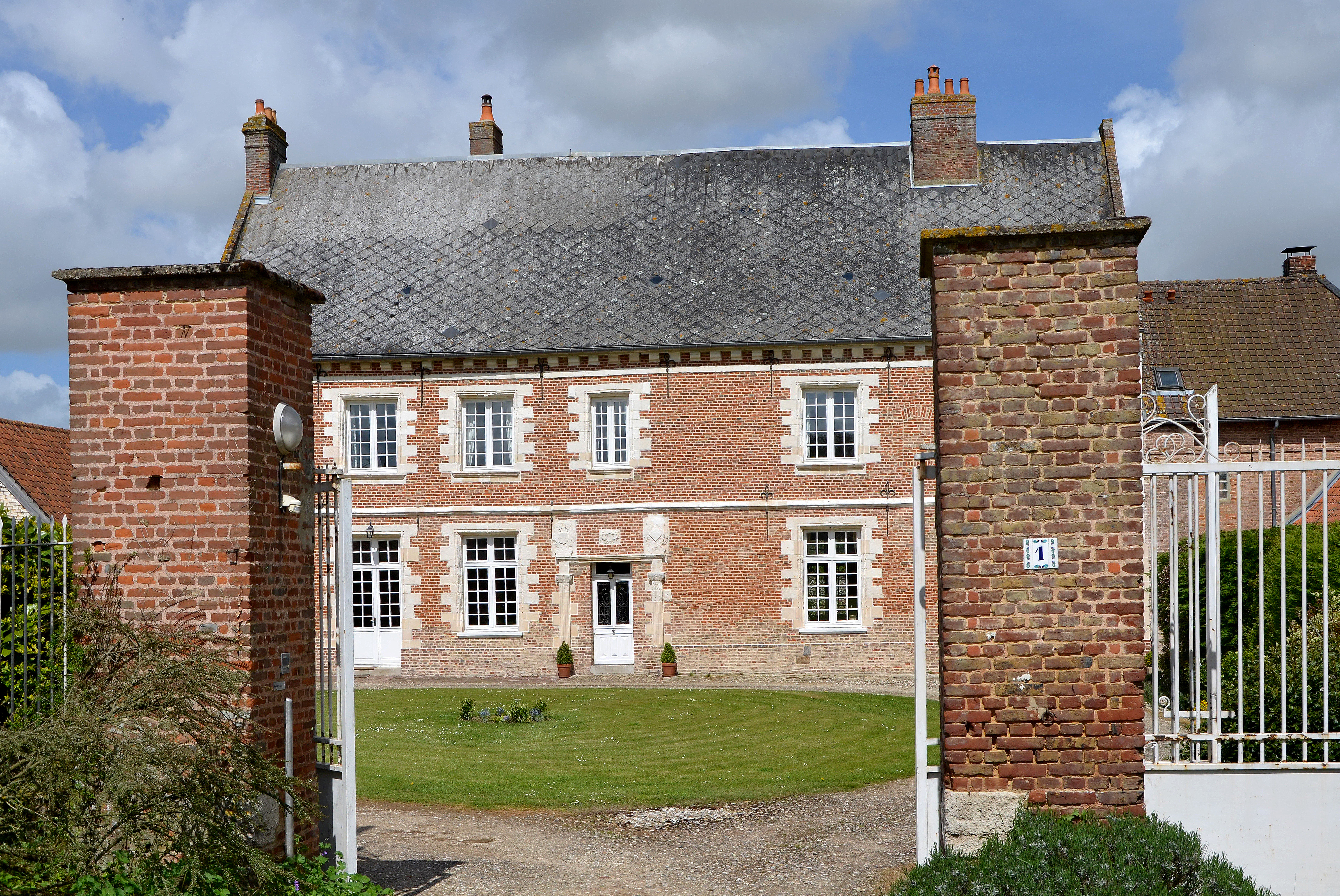
Le manoir de l'Heure.

### Personnalités liées à la commune
- En 1214, les seigneurs de Caours, Mareuil, Fontaine, Bailleul, Hallencourt, Maisnières et Beauchamps se distinguent à la célèbre bataille de Bouvines[a 8].
- Un procès est intenté à Philippe de L'Heure en 1334, d'après le cartulaire de Saint-Riquier[a 8].
- Florent et Alexandre Flandrin font un don de 40 000 francs, en 1885, au bureau de bienfaisance communal. Ce don fait suite à un héritage issu de J-B. Gaffé, originaire de Caours[a 9].

### Héraldique
| Blason de Caours | Blason  | Échiqueté d'argent et de sable ; au chef d'or chargé d'un lion léopardé de gueules. |
| Blason de Caours | Détails | Le blason est apparu en 2006. Le statut officiel du blason reste à déterminer.      |